# 2006年美國電影學會獎
2006年美國電影學會獎（英語：American Film Institute Awards 2006）為表彰2006年年度最佳前10大電影與電視劇。

## 10大電影
- 《火線交錯》
- 《波拉特》
- 《穿著Prada的惡魔》
- 《夢幻女郎》
- 《我的左派老師（英语：Half Nelson (film)）》
- 《快樂腳》
- 《臥底》
- 《來自硫磺島的信》
- 《小太陽的願望》
- 《聯航93》

## 10大影集
- 《24》
- 《太空堡壘卡拉狄加》
- 《嗜血法醫》
- 《伊麗莎白一世（英语：Elizabeth I (miniseries)）》
- 《勝利之光（英语：Friday Night Lights (TV series)）》
- 《英雄》
- 《辦公室》
- 《南方公園》
- 《白宮群英》
- 《火線重案組》

## 外部連結
- 官方网站（英文）